# Tarr
Pour les articles homonymes, voir Tarr (homonymie).
 (mars 2024).
Si vous disposez d'ouvrages ou d'articles de référence ou si vous connaissez des sites web de qualité traitant du thème abordé ici, merci de compléter l'article en donnant les références utiles à sa vérifiabilité et en les liant à la section « Notes et références ».
Tarr est un roman moderniste de Wyndham Lewis, écrit en 1914-1915 et publié d'abord en feuilleton dans The Egoist d'avril 1916 à novembre 1917. La version américaine fut publiée en 1918. Situé dans le milieu bohème du Paris d'avant-guerre, il nous montre deux artistes, l'Anglais Tarr et l'Allemand Kreisler, en train de se débattre dans des problèmes d'argent, de femmes et avec leur situation dans la société. Le roman abonde en thèmes quelque peu nietzschéens. Tarr, dont on pense généralement qu'il a été créé sur le modèle de Lewis lui-même, affiche son mépris pour les « bourgeois-bohèmes » qui l'entourent, et souhaite « se débarrasser de l'humour » qu'il considère, surtout sous sa forme anglaise, comme un « moyen de fuir la réalité » qui ne correspond pas à l'ambition et au monde moderne. Mais cette attitude de conscience de soi et les situations qu'elle entraîne sont, paradoxalement, une des sources principales de l'humour noir omniprésent dans le roman. Kreisler est un romantique allemand pétri de violence et d'une énergie protéiforme, il a échoué en tant qu'artiste, et à bien des égards, vole la vedette dans le roman. On voit une indication du caractère extrême et vivant de sa description dans le fait que Lewis quelques années plus tard se demandera s'il n'avait pas, en Kreisler, eu la prémonition d'Hitler. 
La première édition américaine contient un certain nombre de doubles traits d'union à barres obliques (qui ressemblent à un signe égal, '='). On a soutenu qu'il s'agissait d'une tentative de Lewis, un artiste, pour introduire des « touches picturales » dans la littérature. Supposition contredite toutefois par John Constable, qui a démontré que ce n'est rien de plus qu'un signe de ponctuation allemand que Lewis avait adopté un bref moment. 
Lewis révisa le roman (comme il le fit pour quelques-unes de ses premières œuvres), à l'occasion d'une nouvelle édition en 1928 ; il y ajouta un nouveau personnage, un juif, présenté sous un jour antisémite, et il modifia de nombreux passages qui peuvent être considérés comme meilleurs dans le roman primitif.